# 대한민국 민법 제110조
대한민국 민법 제110조는 사기, 강박에 의한 의사표시에 대한 민법총칙 조문이다.

## 조문
제110조 (사기, 강박에 의한 의사표시) ① 사기나 강박에 의한 의사표시는 취소할 수 있다.

② 상대방이 있는 의사표시에 관하여 제삼자가 사기나 강박을 행한 경우에는 상대방이 그 사실을 알았거나 알 수 있었을 경우에 한하여 그 의사표시를 취소할 수 있다.

③ 전2항의 의사표시의 취소는 선의의 제삼자에게 대항하지 못한다.

第110條(詐欺, 强迫에 依한 意思表示) ① 詐欺나 强迫에 依한 意思表示는 取消할 수 있다.
②相對方있는 意思表示에 關하여 第三者가 詐欺나 强迫을 行한 境遇에는 相對方이 그 事實을 알았거나 알 수 있었을 境遇에 限하여 그 意思表示를 取消할 수 있다.
③前2項의 意思表示의 取消는 善意의 第三者에게 對抗하지 못한다.

## 의의
대법원은, “사기에 의한 의사표시란 타인의 기망행위로 말미암아 착오에 빠지게 된 결과 어떠한 의사표시를 하게 되는 경우이므로 거기에는 의사와 표시의 불일치가 있을 수 없고，단지 의사의 형성과정 즉 의사표시의 동기에 착오가 있는 것에 불과하다”고 한다. 그래서 타인의 기망행위에 의하여 동기의 착오가 아닌 의미의 착오나 표시의 착오에 빠져 의사표시를 한 경우에는 사기에 의한 의사표시에는 해당하지 않고 오직 착오에 의한 의사표시에만 해당한다고 한다.

## 사례
- 어느날 밤 건장한 체격의 두 사람이 찾아와 카드대금 연체자를 바깥으로 불러내서 대금을 갚지 않아도 되니 대출금약정서에 서명해 달라면서 회유해 겁도 나고 상황을 면하기 위해 승용차 안에서 서명을 해 주었을 경우 이는 민법 제110조에 의해 취소할 수 있다[3]
- 한 외국계 사모펀드가 시중은행을 인수하는 과정에서 은행장의 재무재표를 위조하는 등 기망행위를 알았거나 알 수 있으면 취소사유가 된다[4].
- 등기상 소유자가 진정한 소유자를 속이거나 협박해 소유권이전 등기를 받아 부동산의 진정한 소유자는 따로 있고 현재 등기된 소유자는 가짜인 경우, 민법 제110조 제1항에 의해 진정한 소유자와 가짜 소유자 사이의 등기이전은 취소되고, 소유권은 다시 진정한 소유자에게로 복귀하게 된다[5]
- 보증인을 협박하고 속이는 행위는 민법 제110조에 규정된 사기·강박에 의한 의사표시로 볼 수도 있다[6]
- 자신의 실력을 속여서 채용된 사람은 사용자의 정당한 질문에 대하여 허위의 답변을 하거나 진실고지의무 있는 사실에 대해 침묵한 경우이므로 즉 근로계약이 취소되는 것이다.[7]
- 상대방에게 불법적으로 해악을 가할 것을 고지하고 이에 B사가 공포를 느껴 대물변제를 수용한 것이라면 민법 제110조에 의한 강박에 의한 의사표시로서 취소의 대상이 될 수는 있다[8]
- 근로자가 자유로운 판단을 할 수 없을 정도로 사용자의 강요와 강박이 있었다면, 사직하겠다고 한 의사표시(사직서 등)를 취소할 수도 있다[9].

## 판례
민법 569조가 타인의 권리의 매매를 유효로 규정한 것은 선의의 매수인의 신뢰 이익을 보호하기 위한 것이므로, 매수인이 매도인의 기망에 의하여 타인의 물건을 매도인의 것으로 알고 매수한다는 의사표시를 한 것은 만일 타인의 물건인줄 알았더라면 매수하지 아니하였을 사정이 있는 경우에는 매수인은 민법 110조에 의하여 매수의 의사표시를 취소할 수 있다고 해석해야 할 것이다.